# Amin (film, 2018)
Pour les articles homonymes, voir Amin.
Pour plus de détails, voir Fiche technique et Distribution.
Amin est un film français réalisé par Philippe Faucon et sorti en 2018.

## Synopsis
Amin vit partagé entre la France, où il travaille sur des chantiers, et le Sénégal, où il a laissé sa famille pour gagner de l'argent. Un jour, il rencontre Gabrielle.

## Fiche technique
- Titre français : Amin
- Réalisation : Philippe Faucon
- Scénario et dialogues : Philippe Faucon et Mustapha Kharmoudi, d'après une idée de Yasmina Nini-Faucon
- Photographie : Laurent Fénart
- Musique : Amine Bouhafa
- Société de production : Istiqlal Films
- Société de distribution : Pyramide (France)
- Pays de production :  France
- Langue originale : français, wolof, arabe
- Format : couleur
- Genre : drame
- Durée : 91 minutes
- Dates de sortie :
  - France : 15 mai 2018 (festival de Cannes)[1] ; 3 octobre 2018 (sortie nationale)
  - Belgique, Suisse romande : 3 octobre 2018
  - Sénégal : 18 mars 2019

## Distribution
- Moustapha Mbengue : Amin Sow
- Emmanuelle Devos : Gabrielle
- Marème N'Diaye : Aïcha Sow
- Noureddine Benallouche : Abdelaziz
- Moustapha Naham : Ousmane
- Jalal Quarriwa : Sabri, un immigré marocain
- Fantine Harduin : Célia, la fille de Gabrielle
- Samuel Churin : Hervé
- Loubna Abidar : la première serveuse
- Soria Zeroual : la cliente de l'agence de transfert de fonds
- Émilie Gavois-Kahn : la directrice du foyer
- Ouidad Elma : Selima

## Production
Le film a été tourné en région parisienne (Nogent-sur-Marne), en région lyonnaise (à Lyon, Villeurbanne et Tassin-la-Demi-Lune) et au Sénégal, du 18 septembre à novembre 2017,,,.